# Desmosomy

Schemat desmosomów

Desmosomy (ang. macula adherens, łac. maculae adherentes) – połączenie międzykomórkowe ściśle łączące sąsiednie komórki ze sobą na zasadzie zatrzasków za pośrednictwem filamentów pośrednich. W połączeniu tym uczestniczą białka adhezyjne należące do kadheryn (desmogleiny i desmokoliny), cytoplazmatyczna płytka łącząca (desmoplakina) oraz filamenty pośrednie. Odległość pomiędzy błonami komórkowymi sąsiednich komórek w obrębie desmosomu może wynosić od ok. 20 nm do ok. 50 nm. Są szczególnie liczne w tkankach poddawanych stresowi mechanicznemu jak mięsień sercowy (występują tu filamenty desminowe) i tkanki nabłonkowe (filamenty keratynowe, tzw. tonofilamenty).
W przypadku pęcherzycy zwykłej, autoimmunologicznej choroby, organizm wytwarza przeciwciała skierowane przeciw jednej z desmoglein w desmosomach, co skutkuje utratą właściwości przylegania komórki do komórki, wyciekiem płynu do rozluźnonego nabłonka i pojawianiem się pęcherzy na skórze.
Półdesmosomy (hemidesmosomy), przypominające połowę desmosomu (choć jej nie stanowią), łączą komórki z błoną podstawną.